# Pettson & Findus: Spökskrämmarmaskinen
Pettson & Findus: Spökskrämmarmaskinen är ett tyskt datorspel från 2003 som bygger på barnböckerna om Pettson och Findus av Sven Nordqvist. Spelet utvecklades av Kiddinx och utgavs i Sverige av Gammafon.

## Upplägg
I spelet bygger spelaren upp en spökskrämmarmaskin genom att klara av olika minispel för att låsa upp delar till maskinen.

## Rollista
- Lilian F. Brock – Findus
- Achim Höppner – Pettson
- Horst Raspe – Gustavsson
- Anita Höfer – Prillan
- Beate Pfeiffer – höna
- Inge Solbrig – höna / spindel

## Mottagande
Östgöta Correspondenten beskrev spelet som "något tunnare och mindre finurligt än sina företrädare. Det är dock ett charmigt och ganska bra spel."